# Francis D’Arcy Cooper
Francis D’Arcy Cooper (* 17. November 1882 in London; † 18. Dezember 1941) war ein britischer Manager. Cooper war von 1925 bis 1941 Vorstandsvorsitzender des Unternehmens Lever Brothers.

## Leben
Cooper war ein Sohn des Francis Cooper (1845/46–1893) und seiner Frau Ada Frances geb. Power. Er wurde am Wellington College ausgebildet. Seit 1910 stand Cooper im Dienst der Londoner Buchprüfungsfirma Cooper Brothers & Co., die von seinem Onkel mitgegründet worden war. Am Ersten Weltkrieg nahm er von 1914 bis 1918 mit der Royal Field Artillery als Lieutenant teil. Im August 1916 wurde er in der Schlacht an der Somme schwer verwundet. Nach dem Krieg wurde Cooper Senior-Partner bei Cooper Brothers & Co.
Zu den wichtigsten Kunden von Cooper Brothers zählte die Firma Lever Brothers: Die besondere Wertschätzung des Vorstandes von Lever Brothers erlangte Cooper als es ihm Anfang der 1920er Jahre gelang, verschiedene Banken zu überzeugen, dem Unternehmen – das sich zu dieser Zeit aufgrund der sich missgünstig auswirkenden Übernahme der Niger Company in einer wirtschaftlich sehr bedrängten Situation befand – großzügigen Kredit einzuräumen.
Aufgrund seiner Leistungen wurde Cooper 1923 eingeladen in den Lever Brothers Konzern einzutreten. was er tat. Er wurde daraufhin im April 1923 als Direktor bei Lever Brothers eingestellt und zugleich zum stellvertretender Vorsitzender des Firmenvorstandes ernannt. Nach dem Tod von Lord Leverhulme im Jahr 1925 wurde Cooper zum neuen Vorstandsvorsitzenden ernannt, ein Posten, den er bis zu seinem Tod 1941 behielt.
Während Coopers Tätigkeit als Vorstandsvorsitzender von Lever Brothers wurde die Fusionierung des Unternehmens mit dem Margarine Unie-Konzern zur neuen Firma Unilever vollzogen. Auf diese Weise entstand einer der größten Konzerne Europas. Während er weiterhin als Vorstandsvorsitzender von Lever Brothers amtierte bekleidete er im Unilever-Konzern einen Direktorenposten, wobei er als die de facto ausschlaggebende Persönlichkeit auch des Gesamtkonzerns galt. Des Weiteren führte Cooper bei Lever Brothers die Trennung von Firmenbesitz und Firmenkontrolle ein, indem er durchsetzte, dass die Leitung des Unternehmens allein Angelegenheit der damit beauftragten Manager sei.
Im Oktober 1933 besuchte Cooper die deutsche Hauptstadt Berlin, wo er sich zusammen mit Paul Rijkens als Vertreter von Unilever mit dem deutschen Reichskanzler Adolf Hitler traf, von dem er eine Versicherung erhielt, das der Besitz ausländischer Unternehmen in Deutschland nicht angetastet würde, so lange wie diese ihre Produktionsstätten innerhalb des Staatsgebietes nicht aus diesem herausverlagern würden. Auch in den folgenden Jahren sah Cooper das nationalsozialistische Deutschland nicht als Bedrohung an: So erachtete er einen Zusammenschluss Deutschlands und Österreichs für wünschenswert, da auf diese Weise ein größerer homogen strukturierter, in sich zollfreier, Wirtschaftsraum geschaffen würde und die Zahl der Zollbeschränkungen in Europa sich insgesamt um eine verringern würde, was die Tätigkeit seines Unternehmens erheblich erleichtern würde. So erklärte er in einer Aktionärsversammlung am 13. Mai 1938, dass der Anschluss Österreichs an das Deutsche Reich kein Grund zur Sorge darstelle, da diese Entwicklung die Wahrscheinlichkeit eines Krieges in Europa verringern würde.
Zusätzlich zu seiner Tätigkeit für Lever Brothers/Unilever war Cooper Direktor der Tochterunternehmen The Niger Company Ltd., Mac-Fisheries, Ltd., der Phoenix Assurance Company, Direktionsmitglied des Industrial Export Council, Vizevorsitzender des Permanent Hops Committee, Vorsitzender des Exekutivausschusses des Board of Trade Industrial Export, Mitglied der Royal Commission on the Distribution of the Industrial Population.
Von 1940 bis 1941 unternahm Cooper im Auftrag der britischen Regierung eine Reise in die USA um ein anglo-amerikanisches Handelsabkommen abzuschließen.
Im Juni 1941 wurde Cooper als Baronet in den erblichen Adelsstand erhoben.
Nach seinem Tod vermachte er den Landsitz The Drovers in Sussex (der mehr als 1000 Morgen fasste) dem British National Trust.
Cooper war seit 1913 mit Evelyn Hilda Mary geb. Radford verheiratet.